# Ореховка (Червенский район)
Ореховка (бел. Арэхаўка) — деревня в Червенском районе Минской области. Входит в состав Червенского сельсовета.

## Географическое положение
Находится примерно в 16 километрах юго-восточнее райцентра, в 79 км от Минска, в 29 километрах от железнодорожной станции Пуховичи линии Минск—Осиповичи, на реке Болочанка.

## Описание
Деревня состоит из одной улицы, до начала 2010-х с обеих её сторон произрастали аллеи из берёз и тополей. На деревьях в больших количествах гнездились аисты, когда же возник риск падения их из-за возраста, местные жители соорудили основы для аистиных гнёзд и разместили на различных постройках.

## Происхождение названия
Название деревни произошло, по всей видимости, из-за наличия в этой местности зарослей орешника. В настоящее время лещина в этой местности произрастает, но в незначительных количествах. Краевед Иван Ярошевич также допускает, что в основу названия могло лечь и название птицы ореховки, в настоящее время довольно редкой в этих местах.

## История

### Екатерининский тракт
Вблизи деревни сохранился участок Екатерининского тракта — дороги, построенной в сторону Бобруйска по указы императрицы Екатерины II. По словам старожилов, деревья, произраставшие до начала 2010-х по обеим сторонам деревенской улицы, были высажены ещё при строительстве тракта. Участок тракта сохранился в качестве лесной тропы.

### Отечественная война 1812 года
По словам местных жителей, во время Отечественной войны 1812 года здесь произошёл бой французских гренадеров с русскими солдатами, в результате которого многие французы были убиты и похоронены на пригорке между теперешним деревенским кладбищем и рекой Болочанкой. При строительстве в этом месте дороги останки французов были обнаружены, однако не перезахоронены. По словам местных, в этом месте часто случаются аварии.

### Дальнейшая история
На 1858 год существовала как имение в Игуменском уезде Минской губернии, принадлежавшее помещику А. Иодке и насчитывавшее 22 дворовых жителя. Согласно переписи населения Российской Империи 1897 года фольварок, принадлежавший помещику Я. Наркевичу-Иодке, входивший в состав Пуховичской волости, здесь был 1 двор, проживали 17 человек. В 1917 году населённый пункт вошёл в состав вновь образованного Пуховичского сельсовета. В 1923—1924 годах на месте бывшего имения был построен посёлок. 24 августа 1924 года он вошёл в состав вновь образованного Гребенецкого сельсовета[уточнить] Червенского района Минского округа (с 20 февраля 1938 — Минской области). Согласно переписи населения СССР 1926 года в посёлке было 16 дворов, проживали 88 человек, рядом также располагалась деревня Ореховская Слобода, где было 8 дворов и 50 жителей. Во время Великой Отечественной войны деревня была оккупирована немецко-фашистскими захватчиками в начале июля 1941 года, 5 её жителей не вернулись с фронта. Во время войны в районе Ореховки немецкие каратели уничтожили 270 мирных жителей из близлежащих деревень. Освобождена в начале июля 1944 года. На 1960 год здесь насчитывался 91 житель. На 1980-е годы деревня входила в состав совхоза «Гребенецкий». На 1997 год 25 домов, 50 жителей. 30 октября 2009 года в связи с упразднением Гребенецкого сельсовета передана в Червенский сельсовет. На 2010 год в деревне 25 домов, из них 14 заселены круглогодично, остальные 11 заняты дачниками. Постоянное население составило 29 человек. На 2013 год 15 жилых домов, 30 жителей.

## Население
- 1858 — 1 двор, 22 жителя
- 1897 — 1 двор, 17 жителей
- 1926 — 16 дворов, 88 жителей + 8 дворов, 50 жителей
- 1960 — 91 житель
- 1997 — 25 дворов, 50 жителей
- 2010 — 25 дворов (постоянно жилых 14), 29 жителей
- 2013 — 15 дворов, 30 жителей

## Известные уроженцы
- Мартысюк, Пётр Григорьевич — один из организаторов партизанского и подпольного движения в годы Великой Отечественной войны в Червенском и Дзержинском районах.